# پنتن
پنتن (به انگلیسی: Pentene) با فرمول شیمیایی C5H10 یک ترکیب شیمیایی است؛ که جرم مولی آن ۷۰٫۱۳۵ گرم بر مول می‌باشد.